# Ischia Calcio
Maillots
La S.S.D. Ischia Calcio est un club de football italien basé à Ischia dans la province de Naples. Le club a été fondé en 1922.

## Historique
Le club évolue en Serie C2 (4e division) de 1983 à 1987, puis en Serie C1 (3e division) de 1987 à 1990. Après une bref passage en Serie C2, il évolue de nouveau en Serie C1 de 1991 à 1998, avant d'être rétrogradé dans les championnats régionaux.
En 2012-2013, le club remporte le titre de Serie D (5e division) et se voit promu en Ligue Pro Deuxième Division (4e division).

## Changements de nom
- 1922-1925 : Robur Ischia
- 1925-1928 : Robur et Energea Ischia
- 1928-1933 : Dopolavoro Littorio Ischia
- 1933-1937 : Fascio Giovanile di Combattimento Ischia
- 1937-1945 : Gioventù Italiana del Littorio Ischia
- 1945-1960 : Associazione Calcio Ischia
- 1960-1962 : Unione Sportiva Ischia Bagnolese
- 1962-1967 : Associazione Sportiva Ischia
- 1967-1998 : Associazione Sportiva Ischia Isolaverde
- 1998-1999 : Comprensorio Calcistico Isola d'Ischia
- 1999-2005 : Associazione Calcio Ischia
- 2005-2007 : Associazione Sportiva Ischia Benessere & Sport
- 2007-2011 : Associazione Sportiva Ischia Isolaverde
- 2011-2013 : Società Sportiva Dilettantistica Ischia Isolaverde
- 2013-2017 : Società Sportiva Ischia Isolaverde
- 2017-2019 : Associazione Sportiva Dilettantistica Rinascita Ischia Isolaverde
- 2019- : Società Sportiva Dilettantistica Ischia Calcio